# Kate Nelligan
Patricia Colleen Nelligan (London, Ontario; 16 de març de 1950), més coneguda com a Kate Nelligan, és una actriu de cinema, televisió i teatre canadenca. Guanyadora del BAFTA a la millor actriu secundària i candidata a l'Oscar a la millor actriu secundària. Coneguda per les seves intervencions en pel·lícules com El príncep de les marees (1991), Llop (1994), How to Make an American Quilt (1995) o Premonition (2007).

## Biografia
Kate Nelligan, el veritable nom de la qual és Patricia Colleen Nelligan, va néixer a London, Ontario, Canadà, sent la quarta de sis germans. La seva data de naixement és el 16 de març de 1950, encara que algunes fonts afirmen que va néixer el 1951. És filla de Patrick Joseph, un empleat municipal que estava a càrrec de les pistes de gel i els parcs recreatius, i de Josephine Alice, mestra d'escola.
Va anar al London South Collegiate Institute a London, Ontario; després de la seva etapa d'institut va estudiar al Glendon College a Toronto, encara que l'actriu finalment no es va graduar. No obstant això es va matricular en la Central School of Speech and Drama a Londres, Anglaterra, amb la finalitat de convertir-se en actriu.
Va tenir problemes amb l'alcohol i altres problemes psicològics, per això va rebre ajuda i va ser ingressada en una clínica de rehabilitació. Nelligan es va casar amb Robert Reale, un pianista i compositor, el 19 de febrer de 1989, finalment es van separar anys després, tenint tots dos un fill en comú, Gabriel Joseph, nascut el 1992.

## Filmografia
| Any  | Pel·lícula                                     |
| ---- | ---------------------------------------------- |
| 1975 | Una anglesa romàntica                          |
| 1981 | L'ull de l'agulla                              |
| 1991 | El príncep de les marees (The Prince of Tides) |
| 1992 | Ombres i boira                                 |
| 1994 | Llop                                           |
| 1995 | How to Make an American Quilt                  |
| 1996 | Íntim i personal (Up Close & Personal)         |
| 1998 | O.S. Marshals                                  |
| 1999 | The Cider House Rules                          |
| 2007 | Premonition                                    |

## Premis
Oscar
| Any  | Categoria                           | Pel·lícula               | Resultat  |
| ---- | ----------------------------------- | ------------------------ | --------- |
| 1991 | Oscar a la millor actriu secundària | El príncep de les marees | Candidata |

Premis BAFTA
| Any  | Categoria                             | Pel·lícula               | Resultat   |
| ---- | ------------------------------------- | ------------------------ | ---------- |
| 1991 | BAFTA a la millor actriu secundària   | El príncep de les marees | Guanyadora |
| 1981 | BAFTA a la millor actriu de televisió | Thérèse Raquin           | Candidata  |
| 1980 | BAFTA a la millor actriu de televisió | Measure for Measure      | Candidata  |

Premis del Sindicat d'Actors
| Any  | Categoria          | Pel·lícula                    | Resultat  |
| ---- | ------------------ | ----------------------------- | --------- |
| 2000 | Millor Repartiment | The Cider House Rules         | Candidata |
| 1996 | Millor Repartiment | How to Make an American Quilt | Candidata |

Emmy
| Any  | Categoria                                            | Pel·lícula      | Resultat  |
| ---- | ---------------------------------------------------- | --------------- | --------- |
| 1992 | Primetime Emmy a la millor actriu en sèrie dramàtica | Road to Avonlea | Candidata |